# Guarino Veronese
Guarino Veronese vagy Guarino da Verona (továbbá: Guarino Guarini; Guarino Guarini da Verona) írói név, családneve: Giovanni Battista Guarino (Verona, 1374 – Ferrara, 1460. december 4.) olasz humanista tanár, filológus, költő, műfordító.
Pályáját jegyzőként kezdte, majd Konstantinápolyban 1403 és 1408 közt görögül tanult. Tanítója, mestere Manuél Chrysolóras volt. Itáliába visszatérte után Trentóban, Veronában, Padovában és Firenzében tanított. 1429-től Ferrarában taljuk, ahová Niccoló d'Este hívta meg tanítani. Az Este-család támogatásával aztán humanista iskolát vezetett, melyet több ismert és nevessé vált költő s későbbi jeles tudós is látogatott. Tanári pályáján fia Battista Guarino (1435-1505) lépett örökébe.

## Történelemszemlélete
Diákjaival Valerius Maximust és Justinust olvastatta, ez utóbbi magának is kedvelt olvasmánya volt. Szerinte „a történelem egyetlen feladata, hogy a múlttal való összevetés alapján megmutassa, hogyan kell élnünk a jelenben és a jövőben”. Nagy fontosságot tulajdonít a szemtanúságnak. A történetírónak azonban saját véleményét is tolmácsolnia kell olvasói számára. Guarino fordítást készített Lukianos munkájáról, melynek témája a történetíró feladata.

## Guarino tanítványai
Guarino volt mestere a magyar humanisták közül többek közt Janus Pannoniusnak és Vetési Lászlónak is. Az itáliai humanizmus követői között érdemes megemlíteni Galeotto Marziót, vagy Alberto Berdini da Sarziano (1385–1450) ferences rendi egyházi szónokot, Leonello d'Este ferrarai uralkodót (uralk. 1441-1450).
Janus Pannonius több alkotásban, mind epigrammákban, mind pedig egy dicsőítő énekben is megszólítja oktatóját. A tanítóhoz szól - többek között - A veronai Guarinóhoz, a Vitázik Guarino mentegetőzésével, a Guarino dicsérete, a Guarinushoz, a Tetrastichon a veronai Guarinóra és a Guarinohoz című epigramma. Nagyobb terjedelmű az 1109 soros Guarino-dicsének című panegrycus.
Guarino mester 87 esztendős korában hunyt el Ferrarában. Halálára Janus Pannonius két rövid lélegzetű epigrammát szerzett, melyek közül az egyikben a latin nyelv tekintélyének visszaszerzését a tudós humanistának tulajdonítja.
Itt nyugszik Guarino; Latium nyelvét a világba
szórta, latin népnek hozta el Inachusét. (Kurcz Ágnes fordítása)

## Művei
Mint filológus, szerkesztő és fordító, komoly munkát végzett a görög és római kultúra megismertetésében.
- Hátrahagyott munkája: Compendium grammaticae ob E. Chrysolora digestae (Ferrara 1509)
- Lefordította latinra Sztrabón első tíz könyvét, valamint Plutarkhosztól is valamennyit
- Kommentárokat írt néhány ó-klasszikushoz: Persius, Juvenalis, Martialis, Arisztotelész és Cicero egyes írásaihoz

### Magyarul
- Guarino Veronese latin nyelvtana; kiad. Vadász Géza; Alba Civitas Történeti Alapítvány, Székesfehérvár, 2007